# 第一宗像丸
第一宗像丸（だいいちむなかたまる）は、かつて出光興産が所有していた白油タンカー。
1957年（昭和32年）4月、佐世保船舶工業株式会社 (現佐世保重工業) 佐世保造船所第四ドックで進水した。機船第一宗像丸機船タラルド・ブロビーグ衝突事件で知られる。

## 概要
第一宗像丸は、1957年（昭和32年）4月佐世保船舶工業株式会社佐世保造船所第四ドックで進水、同年6月竣工ののち出光興産に引き渡され、以後出光本社船舶部に所属となった。クリーン・タンカーとして出光徳山製油所から神戸、川崎、佐世保、その他マニラなどへの白油輸送に専従した。
1962年（昭和37年）10月1日、出光興産子会社宗像海運株式会社の設立とともにこの会社に裸用船された。
1962年（昭和37年）11月18日、機船第一宗像丸機船タラルド・ブロビーグ衝突事件が発生した。第一宗像丸はほとんどの区画を焼損、36名が水死し、タラルド・ブロビーグ号も衝突に伴う破孔と、それに次ぐ火災により焼損､1名が死亡した。そして風潮の影響により第一宗像丸の破口部から流出したガソリン・ガスが拡散し、B重油160キロリットルを載せて付近を航行していた太平丸の操舵室に流入し引火、爆発した。これにより太平丸の乗組員は1名が死亡､ 1名が水死した。太平丸の爆発により海面に浮いているガソリンに延焼、火災となり、生ゴム65トンを載せて太平丸の後方を東行中の機附帆船宝栄丸に燃え移り全焼､ 2名が死亡する事態となった。
先述の事故発生後は、三菱重工業横浜造船所の岸壁に係留されたままであったが、1963年（昭和38年）5月11日に東洋海事工業株式会社へ売却された。その後、同社では波止浜造船所で大修理を加え、1963年（昭和38年）9月に東福丸として再生された。